# Kostely míru
Kostely míru (polsky Kościoły Pokoju, německy Friedenskirchen) je označení pro tři dřevěné hrázděné sakrální stavby, které vznikly v padesátých letech 17. století ve slezských městech Jawor, Svídnice a Hlohov.

## Historie
Kostely jsou pojmenovány podle vestfálského míru, který byl podepsán roku 1648. Protestantské Švédsko donutilo císaře Ferdinanda III., aby se v mírové smlouvě zavázal, že umožní luteránům ve Slezsku provozovat bohoslužby v kostelích, které si věřící na vlastní náklady postaví. Podmínkou bylo, aby byly chrámy zbudovány bez cihel, tj. pouze ze dřeva, hlíny a slámy, aby se nacházely mimo město, ale na dostřel děla od hradeb (nemohly tak být využity k ozbrojenému odporu) a aby neměly věže ani zvony. Roku 1652 tak vznikl kostel Boží chýše (Hütte Gottes) v Hlohově, roku 1655 kostel sv. Ducha v Jaworu a 1657 kostel sv. Trojice ve Svídnici. Kostel v Hlohově vyhořel roku 1758 a nebyl už obnoven, zbylé dva se zachovaly a za pruské nadvlády byly rozšířeny o zvonice. Po rekonstrukci byly roku 2001 díky svým unikátním barokním interiérům zapsány na seznam Světové dědictví.
Kostel míru ve Svídnici je největším hrázděným kostelem v Evropě, je dlouhý 44 metrů a vejde se do něj sedm a půl tisíce lidí. Je také znám svými varhanami, každoročně se zde koná festival skladeb Johanna Sebastiana Bacha. V roce 1989 se zde konala bohoslužba za polsko-německé usmíření, které se zúčastnili Tadeusz Mazowiecki a Helmut Kohl. Kostel míru v Jaworu je dlouhý 43 metrů a vysoký 15 metrů, má kapacitu šest tisíc osob.

## Fotogalerie

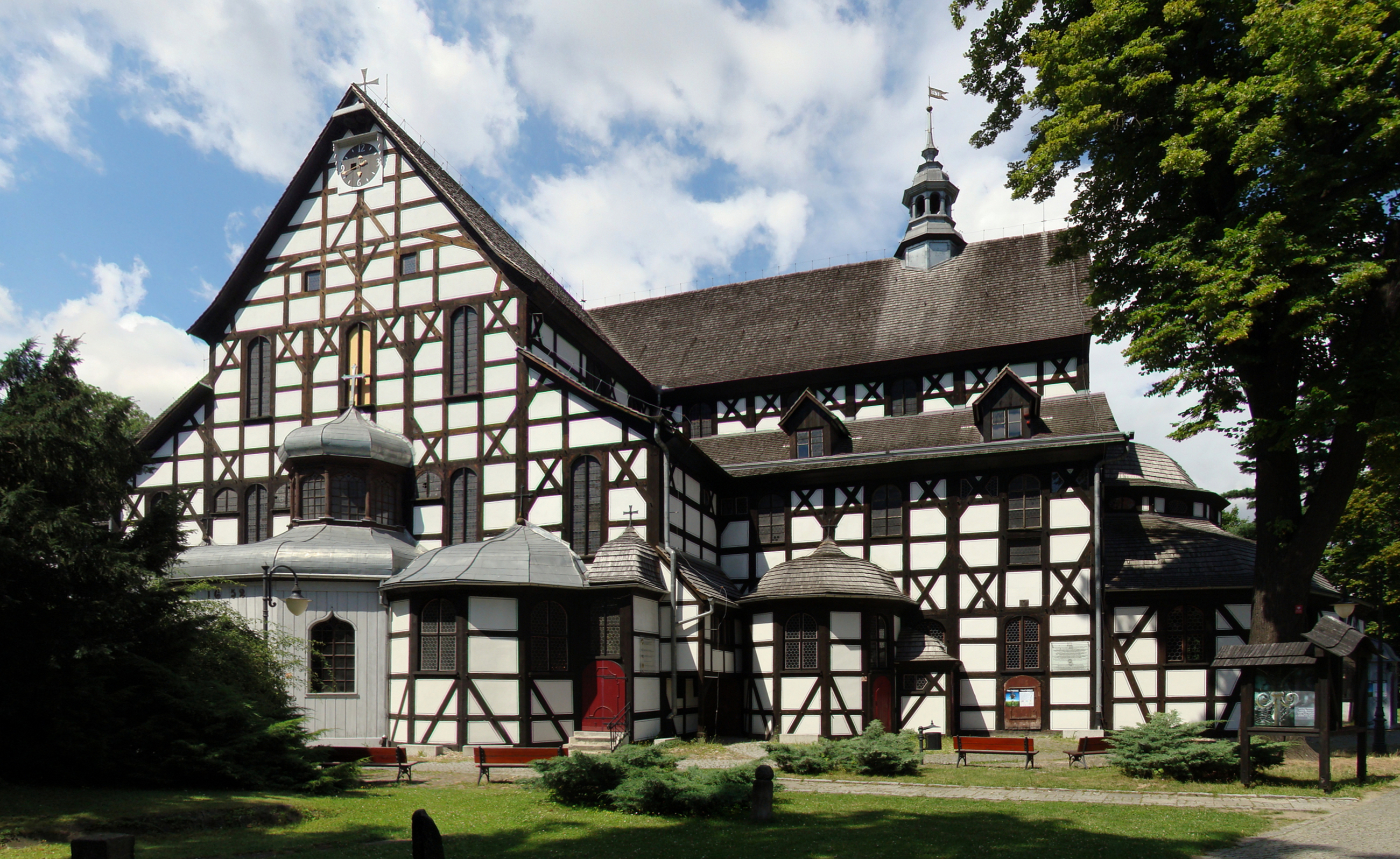
exteriér kostela ve Svídnici
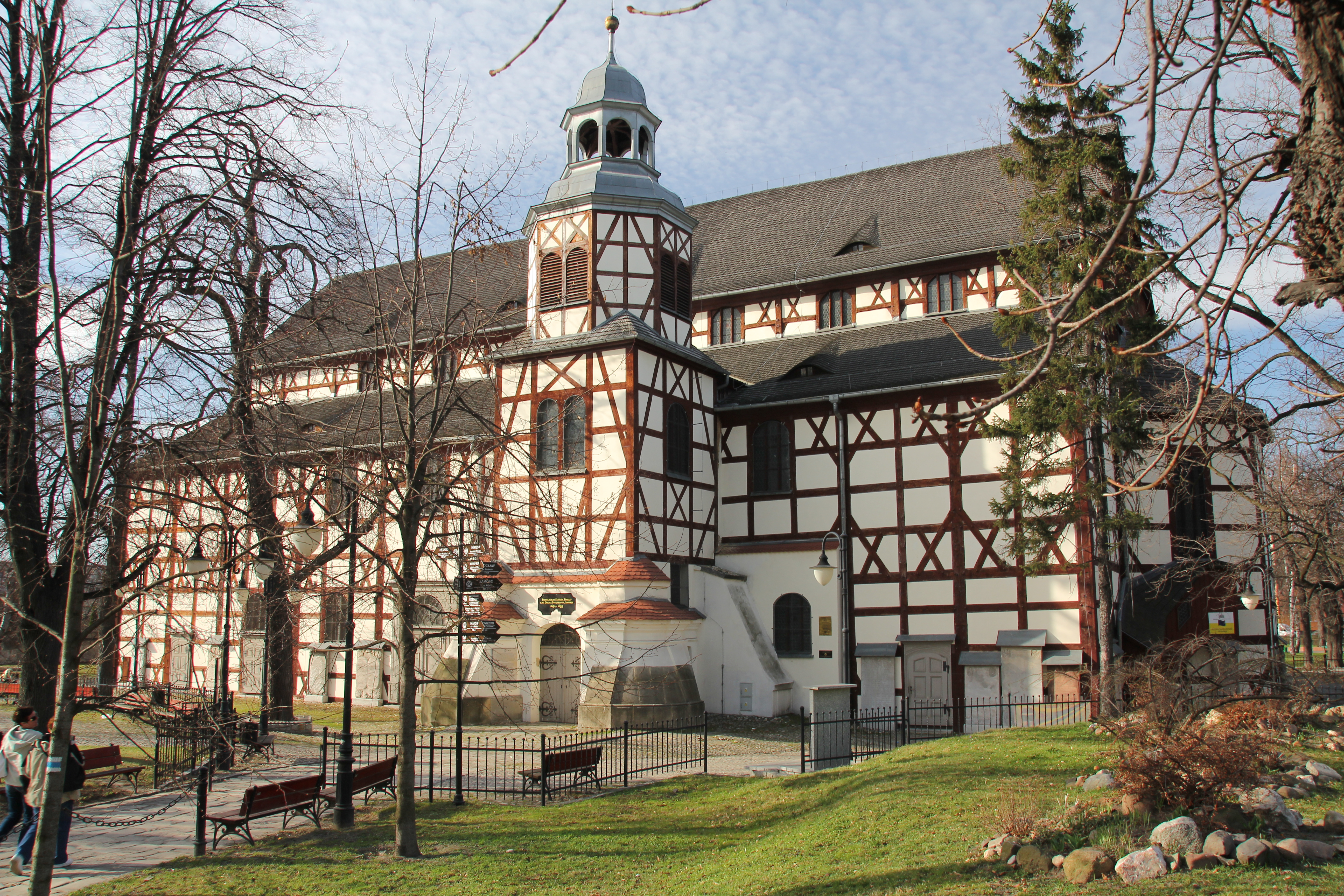
exteriér kostela v Jaworu
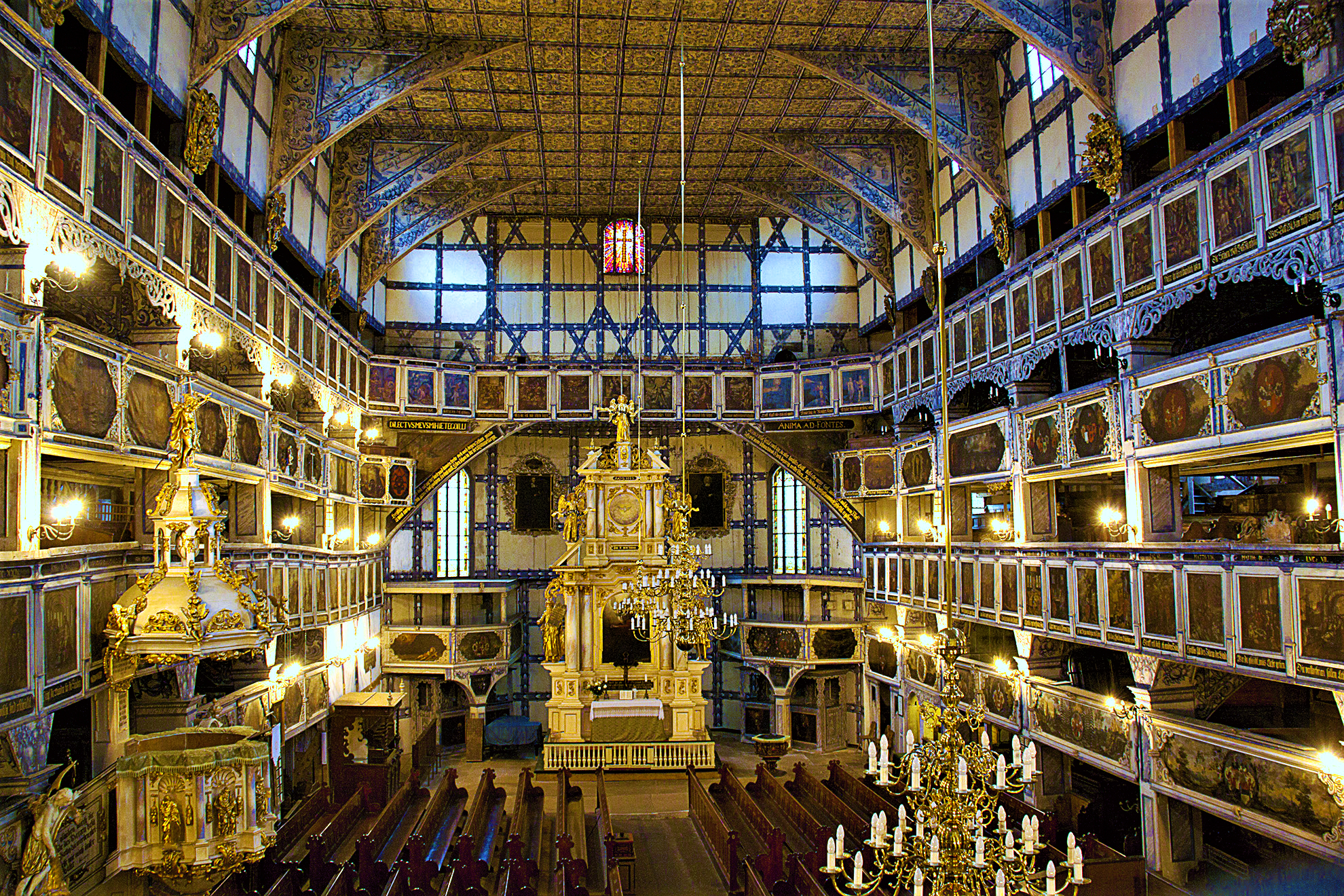
interiér kostela v Jaworu
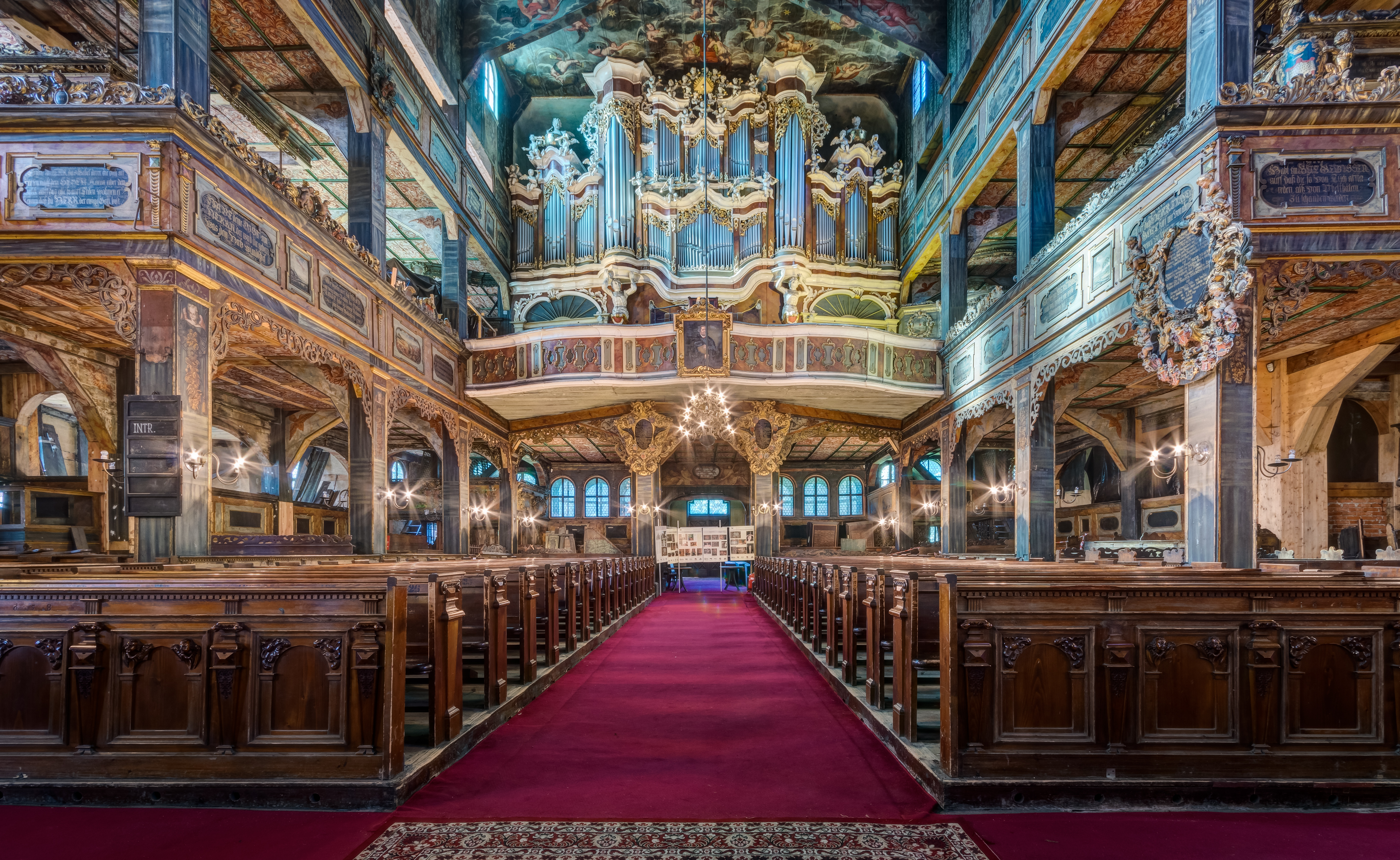
interiér kostela ve Svídnici